# Yasutaka Yoshida
Yasutaka Yoshida (吉田 安孝 Yoshida Yasutaka?), född 22 november 1966 i Hiroshima prefektur, är en japansk tidigare fotbollsspelare.
Yoshida började sin karriär 1989 i Tanabe Pharmaceutical. Efter Tanabe Pharmaceutical spelade han för Sanfrecce Hiroshima och Cosmo Oil Yokkaichi. Han avslutade karriären 1996.